# Список обладателей международных званий по шашечной композиции
Список обладателей международных званий по шашечной композиции — перечень на 2015 год обладателей пожизненных шашечных званий, присвоенных ФМЖД шашечным композиторам за выполнение определённых квалификационных требований.
Звание присваивается Генеральной Ассамблеей ФМЖД (General Assembly, GA) или Техническим комитетом ФМЖД.
Международные гроссмейстеры по шашечной композиции (GMIP)
Й. Бастианнет, Е. Зубов, Б. Фёдоров (1941—2010), А. Кёйкен, В. Матус, B. Morkus, A. Николаев, С. Перепёлкин, Д. де Рёйтер, А. Тавернье, С. Юшкевич, A. Rom, М. Лепшич, A. Моисеев, V. Bieliauskas, В. Гребенко.
Международные мастера по шашечной композиции (MIP)
A. J. de Jong, A. Miedema (1924—1997), J. P. Torres, A. Федорук (1938—2007), М. Федоров, В. Шульга, M. Tsvetov, М. Левандовский, Д. Николаев, Aн. Шабалин, Р. Шаяхметов, A. Сапегин, П. Шклудов, А. Коготько.
Мастера FMJD по шашечной композиции (MFP)
G. Andrejev, V. Studencov, S. Klomp, A. Коньков (1939—2004), V. Muliar, G. Dumas, S. Ustianov, B. Ivanov, A. Timmer, Л. Витошкин (1939—2012), И. Ивацко, Ю. Голиков, А. Савченко (1982—2015), А. Горин, S. Korteling, M. Sabater, J. Bus.
Международные гроссмейстеры по шашечной композиции Почётной степени (GMIP HC)
G. Avid (1900—1989), J. C. R. Bus, F. W. J. Hermelink, P. Kuijper, В. Матус, L. de Rooy, A. Федорук (1938—2007), R. Fourgous (1920—1993), A. v. d. Stoep, J. Viergever (1929—2014), D. Vuurboom (1913—2008), Б. Шкиткин (1936—2015), A. P. de Zwart (1920—2011), S. Yushkevitch, Л. Витошкин (1939—2012).
Международные мастера по шашечной композиции Почётной степени (MIP HC)
H. van Alphen (1918—1997), M. Douwes (1923—1998), J. Pennings (1920—1995), G. Post (1914—1995).
Международные арбитры (судьи) FMJD по шашечной композиции
S. Yushkevitch, Е. Зубов, A. Hlasny, M. Sabater, J. P. Torres, A. Tavernier, S. Zilevicius, Н. Грушевский, Й. Бастианнет.
Арбитры (судьи) FMJD по шашечной композиции
A. Kaciuska, R. Mackevicius.